# 六郷道行
六郷 道行（ろくごう みちゆき）は、戦国時代から安土桃山時代にかけての武将。出羽国本荘藩初代藩主・六郷政乗の父。六郷城（現秋田県仙北郡美郷町）主。

## 概要
系図上は二階堂晴泰の曽孫にあたる。諸史料では、長男・政乗が誕生したのは永禄10年（1567年）のことであるという。
天正5年（1577年）二階堂道行という人物が「涅槃像」を仙北郡六郷の六郷氏の菩提寺永泉寺に寄進したことを記す記事が『永泉寺什物涅槃像事』に収載されており、それには「大旦那藤原朝臣二階堂弾正忠道行」と記されている。また、同時代史料として戦国時代の六郷氏に関わる初見は、この記述であり、『羽後・本庄六郷家譜』、新井白石『藩翰譜』、江戸時代後期の『寛政重修諸家譜』のいずれにあっても、政乗の父として「道行」と記述している。さらに、『羽後・本庄六郷家譜』によれば二階堂から六郷に改姓したのは道行の代であるといい、天正10年（1582年）ころ、安東愛季が小野寺義道にあてた書状にも「六郷方御奉行」の記述がある。したがって、天正期に入って二階堂氏が六郷姓を用いることになり、二階堂道行こと六郷道行が天正19年（1591年）に豊臣秀吉より仙北中郡のうち4,518石の本領安堵を受けた六郷政乗の父であることはほぼ確実と考えられる。天正15年（1587年）、出羽横手城の小野寺義道の配下（仙北七人衆）に属し、秋田実季と戦ったのは道行ではなくて政乗（史料から計算すると20歳）であるので、天正5年から15年のあいだに道行は没したか家督を政乗に譲ったものと推定できる。
なお、六郷の北方角館城を本拠とする戦国大名戸沢氏による『戸沢家譜』には政乗の父として「政行」とあり、他の文献資料とは食い違いが見られる。また、『羽後・本庄六郷家譜』および『寛政重修諸家譜』では、道行の父を「某」としている点が大名の系図としては特異な点といえる。なお、『戸沢家譜』では「政行」の父を「政房」と記している。
雄勝郡湯沢城と平鹿郡沼館城を本拠に、南は新庄盆地の真室川地方、北は山北三郡から豊島郡（現河辺郡）まで影響を及ぼそうとした小野寺稙道は、本堂城の本堂氏（本堂道親）、角館城の戸沢氏（戸沢道盛）に対しても偏諱をあたえているところから、道行もそのような一人であったとも考えられる。
事績としては、六郷城下町を建設・整備に力のあった人物と考えられる。天正以前に六郷館を中心に工事を着々と進め、河隈川（平鹿郡角間川）・大保（仙北郡藤木）の船場支配権を確保し、町割をおこなって室町・蔵町・厩町・立町・大町・鋳物師町・中町・肴町などを建設して商業地六郷の基礎をつくった。
伊達政宗の側室新造の方（猫御前）は一説では六郷道行の娘ともいわれる。